# 이탈리안 레이스
《이탈리안 레이스》(Veloce come il vento, Italian Race)는 이탈리아에서 제작된 마테오 로브레 감독의 2016년 드라마 영화이다. 스테파노 아코르시 등이 주연으로 출연하였고 도메니코 프로카치 등이 제작에 참여하였다. 랠리 경주 운전자 카를로 카폰(Carlo Capone)의 실화에 어느 정도 기반을 두고 있다.

## 출연

### 주연
- 스테파노 아코르시
- 마틸다 데 안젤리스

### 조연
- 로렌조 지오엘리
- 파올로 그라지오시
- 타티아나 루터
- 로베르타 마테이

## 기타
- 세트: 크리스티나 델 조토
- 의상: 마리아 크리스티나 라 파롤라